# Боливар Траск
Доктор Боливар Траск (англ. Dr. Bolivar Trask) — персонаж американских комиксов издательства Marvel Comics, созданный сценаристом Стэном Ли и художником Джеком Кирби и дебютировавший в комиксе The X-Men #14 (Ноябрь 1965). Наиболее известен как учёный, считающий, что человечество находится на грани исчезновения из-за более продвинутой расы Homo superior, также известной как мутанты. Убеждения Траска привели к созданию Стражей, роботов-охотников на мутантов, ставших одними из первых врагов супергеройской команды Люди Икс. Помимо самого Траска, угрозу для мутантов представляли и другие члены его семьи.
С момента его первого появления в комиксах персонаж появился в различных медиа-адаптациях, включая мультсериалы, кино и видеоигры. В фильме «Люди Икс: Последняя битва» (2006), выходившем в рамках кинофраншизы «Люди Икс» от студии 20th Century Fox, роль Траска исполнил Билл Дьюк, а в картине «Люди Икс: Дни минувшего будущего» (2014) его заменил Питер Динклэйдж.

## Альтернативные версии

### Ultimate Marvel
Во вселенной Ultimate Marvel Боливар Траск появляется в комиксе Ultimate X-Men в качестве проектировщика правительственной программы «Инициатива Стражей», санкционированной в ответ на террористические атаки Магнето. Сначала Стражи патрулируют Лос-Анджелес, а затем Нью-Йорк, уничтожая каждого носителя генов мутантов. Тем не менее, эти нападения прекращаются после спасения Людьми Икс дочери президента от Братства Мутантов. Траск обнаруживает местоположение Дикой Земли и готовится уничтожить рай Магнето по приказу президента США. Магнето с лёгкостью подчиняет хромированные машины, чтобы уничтожить человечество. После нападения Стражей на Вашингтон, программа «Инициатива Стражей» была закрыта. В сюжетной арке Sentinels близнецы Фенрис используют Траска для создания новых Стражей. Раскаявшись в содеянном, Траск пытается спасти Ангела и погибает при взрыве. 
В комиксе Ultimate Spider-Man было раскрыто, что Боливар Траск является генеральным директором «Trask Industries», а также бывшим работодателем Эдварда Брока-старшего и Ричарда Паркера, которые работали над костюмом Веном, с целью создания лекарства от рака. Тем не менее, Траск обманул учёных, поскольку согласно подписанному между ними контракту Веном перешёл в собственность его компании. Также Траск вынудил Брока-старшего использовать частицу костюма на борту самолёта, на котором помимо самого Брока находились его жена, а также Ричард и Мэри Паркеры, что привело к авиакатастрофе. Годы спустя, Эдди Брок-младший выкрал костюм Венома и, надев его, превратился в чудовище. Когда один из работников Траска Эдриан Тумс стал свидетелем сражения Венома с Питером Паркером, Траск нанял Серебряного Соболя и её Дикую Стаю, чтобы те захватили Венома. Заполучив Брока, Траск и Тумс приступили к проведению опытов над Веномом, однако их эксперимент прервал ворвавшийся в лабораторию Жук.

## Вне комиксов

### Телевидение
- Боливар Траск, озвученный Бреттом Хэлси[11], появляется в мультсериале «Люди Икс» (1992)[12]. Он заключает союз с Генри Питером Гайричем и Кэмероном Ходжем для создания Стражей. После того, как Мастер Молд ставит под угрозу жизнь Роберта Келли в финале первого сезона, Траск решает пожертвовать собой, чтобы уничтожить своё творение, однако, в конечном итоге, выживает.
- «Trask Industries» упоминается в телесериале «Одарённые» (2017), действие которого разворачивается в рамках кинофраншизы «Люди Икс» от студии 20th Century Fox[13].
- Джон Новак озвучил Боливара Траска в мультсериале «Люди Икс: Эволюция» (2000)[11].
- Боливар Траск появляется в мультсериале «Росомаха и Люди Икс» (2009), где его озвучил Фил Ламарр[11].
- Траск появится в предстоящем мультсериале «Люди Икс ’97» (2023)[14].

### Кино
- Траск, наряду с Генри Питером Гайричем, должен был стать одним из антагонистов фильма о Людях Икс, снятому по сценарию Эндрю Кевина Уокера[15].
- Траск появляется в фильме «Люди Икс: Последняя битва» (2006) в исполнении Билла Дьюка.
- Питер Динклэйдж исполнил роль доктора Боливара Траска в фильме «Люди Икс: Дни минувшего будущего» (2014)[16]. В 1970-х годах он ознакомился с диссертацией Чарльза Ксавьера из Оксфордского университета, узнав о существовании мутантов, после чего вознамерился использовать силы сверхлюдей для создания Стражей и достижения мира во всём мире, объединив человечество против общей угрозы. В 1973 году был убит Мистик из-за своих бесчеловечных экспериментов с мутантами. Тем не менее, убийство Траска сделало его мучеником в глазах сторонников антимутантского движения, из-за чего правительство согласилось финансировать его программу по созданию Стражей, которые практически полностью истребили мутантов к 2023 году. Выжившие Люди Икс отправляют разум Логана назад во времени в 1973 год в надежде убедить молодых Ксавьера и Эрика Леншерра отговорить Мистик от убийства Траска и предотвратить создание Стражей. В конечном итоге Мистик щадит Траска, предотвращая антиутопическое будущее и побуждая правительство закрыть программу Стражей, в то время как сам Траск попадает в тюрьму за продажу военных секретов иностранным государствам.

### Видеоигры
- Ultimate-версия Траска появляется в игре Ultimate Spider-Man (2005), где его озвучил Джон Биллингсли[11]. В попытках заполучить костюм Венома, Траск нанимает Серебряного Соболя и её Дикую Стаю, чтобы поймать Эдди Брока и Человека-паука. Тем не менее, когда оба сверхчеловека вырываются на свободу, Брок сливается с Веномом, а Соболь заканчивает работу на Траска, когда истекает срок действия её контракта. Брок и Веном пытаются отомстить Траску, однако Человек-паук побеждает их. Перед арестом Траск раскрывает Человеку-пауку правду о смерти их с Броком отцов. Во время заключения Траска в тюрьме, его посещают Брок и Веном, убивая предпринимателя за кадром.
- Бампер Робинсон озвучил Боливара Траска в игре X-Men Origins: Wolverine (2009)[11], где тот является учёным афроамериканского происхождения, который исследует ген мутантов от лица Лаборатории систематической кибернетики Себастьяна Шоу. Кроме того, Траск принимал участие в создании программы Стражи, однако впоследствии стал свидетелем инцидента с применением насилия с участием испытуемого-мутанта, придя к выводу, что все мутанты являются ошибкой природы, после чего попытался уничтожить их, чтобы защитить человечество. Когда Росомаха отрезал ему руку, Траск заменил её кибернетическим протезом.
- «Trask Industries» упоминается в игре Spider-Man 2 (2023)[17].